# Kama (Fukuoka)
Pour les articles homonymes, voir Kama.
Kama (嘉麻市, Kama-shi) est une ville située dans la préfecture de Fukuoka, sur l'île de Kyūshū, au Japon.

## Géographie

### Situation
Kama est située dans le centre de la préfecture de Fukuoka

### Démographie
En avril 2020, la population de Kama s'élevait à 37 369 habitants, répartis sur une superficie de 135,11 km2.

## Histoire
La ville de Kama a été créée en 2006 de la fusion de l'ancienne ville de Yamada et des bourgs d'Inatsuki, Kaho et Usui.

## Transports
La ville est desservie par la ligne Gotōji de la JR Kyushu.